# Municipio de Clarion (Illinois)
El municipio de Clarion (en inglés: Clarion Township) es un municipio ubicado en el condado de Bureau en el estado estadounidense de Illinois. En el año 2010 tenía una población de 421 habitantes y una densidad poblacional de 4,6 personas por km².

## Geografía
El municipio de Clarion se encuentra ubicado en las coordenadas 41°32′25″N 89°13′18″O / 41.54028, -89.22167. Según la Oficina del Censo de los Estados Unidos, el municipio tiene una superficie total de 91.55 km², de la cual 91,55 km² corresponden a tierra firme y (0 %) 0 km² es agua.

## Demografía
Según el censo de 2010, había 421 personas residiendo en el municipio de Clarion. La densidad de población era de 4,6 hab./km². De los 421 habitantes, el municipio de Clarion estaba compuesto por el 98,34 % blancos, el 0,48 % eran afroamericanos, el 0,24 % eran asiáticos, el 0,71 % eran de otras razas y el 0,24 % eran de una mezcla de razas. Del total de la población el 4,51 % eran hispanos o latinos de cualquier raza.